# 雲陽州
雲陽州，是元代所設置的一個州。屬夔路，在今重慶市雲陽縣。

## 沿革
元至元二十年（1283年），升雲安軍為雲陽州，雲陽縣併入。洪武六年十二月（1374年）降為縣。